# The Manhattan Jazz Quintet
The Manhattan Jazz Quintet is een Amerikaans jazzensemble.

## Bezetting
Huidige bezetting
- David Matthews (piano)
- Lew Soloff (trompet)
- Victor Lewis (drums)
- Andy Snitzer (saxofoon)
- Charnett Moffett (basgitaar)

Eerdere leden
- George Young (tenorsaxofoon)
- Eddie Gómez (bas)
- Steve Gadd (drums)

## Geschiedenis
De band werd geformeerd in 1983 op advies van het Japanse jazzmagazine Swing Journal en King Records en won de Gold Disk Award of Swing in 1984.
Steve Gadd verliet de band in 1987 en Dave Weckl werd zijn vervanger in 1988 en 1989. Gadd kwam terug voor een reünie in 1990, met John Scofield als gastartiest op een aantal selecties. Deze latere opnamen werden opgenomen voor Sweet Basil. Eddie Gomez verliet de band na de opname van Manteca in 1992 en werd vervangen door Charnett Moffett. Gadd verliet de band met Victor Lewis als zijn vaste vervanger in 1993. Young ging in 2000 en werd vervangen door Andy Snitzer.

## Discografie
- 1984: Manhattan Jazz Quintet (King Records)
- 1985: Autumn Leaves (King Records)
- 1986: My Funny Valentine (King Records)
- 1986: The Sidewinder (King Records)
- 1986: Live (ProJazz)
- 1986: Live At Pit Inn (King Records) met Dave Weckl (drums)
- 1987: My Favorite Things: Live In Tokyo (King Records)
- 1988: Caravan (King Records) met Dave Weckl (drums)
- 1988: Face to Face (King Records) met Dave Weckl (drums)
- 1988: Plays Blue Note (King Records) met Dave Weckl (drums)
- 1988: The Best of Manhattan Jazz Quintet (Projazz) (compilatie)
- 1990: Manhattan Blues (Sweet Basil/Peter Pan) met Steve Gadd (drums) - heruitgebracht door Video Arts op 21 november 2001
- 1991: Funky Strut (Sweet Basil) met Peter Erskine (drums) - heruitgebracht door Video Arts op 21 november 2001
- 1992: Manteca (live) (Evidence) (met Peter Erskine (drums) - heruitgebracht door Video Arts op 21 november 2001
- 1993: Autumn in New York (Sweet Basil) met Victor Lewis (drums) - heruitgebracht door Video Arts op 21 november 2001
- 1994: Concierto de Aranjuez (Sweet Basil) met Gadd & Lewis (drums) en Moffett & Gomez (basgitaar) - heruitgebracht door Video Arts op 21 november 2001
- 1995: Moritat (Peter Pan) met Victor Lewis (drums) (en alle albums hierna)
- 1995: The Original Voice (Sweet Basil) - heruitgebracht door Video Arts op 21 november 2001
- 1997: La Fiesta (Sweet Basil)
- 1997: Air on the G String (Sweet Basil)
- 1998: Round Midnight met Terumasa Hino (Sweet Basil)
- 2000: Teen Town (Video Arts) - heruitgebracht door Video Arts op 21 maart 2007
- 2001: I Got Rhythm (Video Arts) - heruitgebracht door Video Arts op 21 maart 2007
- 2001: Take Five: Live at the Symphony Hall with Century Orchestra Osaka (Video Arts)
- 2003: Blue Bossa (Video Arts)
- 2004: Take The A Train (Video Arts) - heruitgebracht door Video Arts op 21 maart 2007
- 2005: Come Together (Video Arts)
- 2007: Someday My Prince Will Come (Video Arts)
- 2008: Best of best 2000-2007 geselecteerd door Shigeyuki Kawashima (Video Arts) - (compilatie)
- 2008: V.S.O.P: Very Special Onetime Performance (King Records) met Steve Gadd (drums) en Eddie Gomez (basgitaar)
- ????: Best of Best (Sweet Basil) - (compilatie) – bevat opnamen uit 1990, 1992, 1993 en 1994

Mahattan Jazz Quintet nam ook Good King Wenceslas op voor de compilatie-cd Chiaroscuro Christmas.

## Filmografie
- ????: Live at Quatro (Music Video Distributors) - VHS van liveconcert uit 1990
- 2006: Live in Tokyo 2005 (Video Arts) - DVD van liveoptreden; uitgebracht op 31 mei 2006; heruitgebracht op 24 september 2008